# Winter-Universiade 2019/Ski Alpin
Bei der Winter-Universiade 2019 wurden neun Wettkämpfe im Ski Alpin ausgetragen.

## Bilanz

### Medaillenspiegel
| Platz  | Land       | Gold | Silber | Bronze | Gesamt |
| ------ | ---------- | ---- | ------ | ------ | ------ |
| 1      | Russland   | 4    | 2      | 3      | 9      |
| 2      | Österreich | 3    | 3      | –      | 6      |
| 3      | Schweiz    | 2    | 2      | 2      | 6      |
| 4      | Italien    | –    | 1      | –      | 1      |
| 4      | Tschechien | –    | 1      | –      | 1      |
| 6      | Frankreich | –    | –      | 2      | 2      |
| 6      | Schweden   | –    | –      | 2      | 2      |
| Gesamt | Gesamt     | 9    | 9      | 9      | 27     |

### Medaillengewinner

#### Männer
| Disziplin          | Gold            | Silber             | Bronze          |
| ------------------ | --------------- | ------------------ | --------------- |
| Alpine Kombination | Lukas Zippert   | Tomáš Klinský      | Yannick Chabloz |
| Super-G            | Yannick Chabloz | Anton Endzhievskiy | Nikita Alechin  |
| Slalom             | Iwan Kusnezow   | Alberto Blengini   | Livio Simonet   |
| Riesenslalom       | Semjon Jefimow  | Richard Leitgeb    | Paco Rassat     |

#### Frauen
| Disziplin          | Gold                   | Silber            | Bronze                  |
| ------------------ | ---------------------- | ----------------- | ----------------------- |
| Alpine Kombination | Jessica Gfrerer        | Amélie Dupasquier | Fanny Axelsson          |
| Super-G            | Jessica Gfrerer        | Amélie Dupasquier | Carmen Haro             |
| Slalom             | Jekaterina Tkatschenko | Denise Dingsleder | Julija Pleschkowa       |
| Riesenslalom       | Jekaterina Tkatschenko | Denise Dingsleder | Anastasija Gornostajewa |

#### Mixed
| Disziplin      | Gold                                                                         | Silber                                                                     | Bronze                                                            |
| -------------- | ---------------------------------------------------------------------------- | -------------------------------------------------------------------------- | ----------------------------------------------------------------- |
| Teamwettbewerb | ÖsterreichJessica Gfrerer Richard Leitgeb Denise Dingsleder Julian Kienreich | RusslandSofia Krokhina Denis Vorobev Jekaterina Tkatschenko Nikita Alekhin | SchwedenAgnes Dahlin Filip Steinwall Louise Jansson Jacob Persson |